# Necrópole de Monterozzi
Necrópole de Monterozzi é uma necrópole etrusca em uma colina a leste de Tarquinia, no Lácio, Itália. A necrópole tem cerca de 6.000 sepulturas, a mais antiga das quais data do século VII aC. Cerca de 200 das lápides são decoradas com afrescos. Monterozzi foi designada como Patrimônio da Humanidade pela UNESCO em 2004, notável como a representação da vida cotidiana nos túmulos com afrescos, muitos dos quais são réplicas de casas etruscas, um testemunho único desta cultura desaparecida.